# Подгорац Тимок
Подгорац Тимок или само Тимок је заселак села Подгорац који се налази у општини Бољевац у Зајечарском округу. Налази се у долини Црног Тимока и његових притока Сараке и Злотске реке. Насеље је разбијеног типа и кроз њега пролази општински пут који повезује Сумраковац са Савинцем и магистралним путем Зајечар-Параћин. Заселак има свој дом културе и месну заједницу.
Земљиште у Подгорац Тимоку се сматра најплоднијим на територији села. Маринко Станојевић у својој књизи Црна река наводи да на Тимоку претежно живе Тодоровићи и Андроке.
Кроз заселак је шездесетак година саобраћао воз пругом Параћин-Зајечар, почевши од 1912. године. У засеоку се налазила железничка станица са станичном зградом која се звала Сумраковац, по суседном селу.
Од центра Подгорца удаљен је 7,5 km, од Бољевца 13 km, а од Зајечара 27 km.

## Демографијa
Према попису из 2002. године, Подгорац Тимок је имао 410 становника, од тога 305 пунолетних лица, а старосна структура је мешовита. Насељено је припадницима влашке националне мањине и припадницима српске националности.
Према попису из 2011. у засеоку је живело 336 становника што је за 74 мање (-18,05%) у односу на попис из 2002. године. 

## Списак улица
Територија Месне заједнице Подгорац Тимок обухвата следеће улице:
- Бачија (део)
- Виноградарска (део)
- Ивањданска (део)
- Косовских јунака
- Крашка (део)
- Лаповачка
- Патриотска (део)
- Светосавска (део)